# 微笑亭さん太
微笑亭 さん太（ほほえみてい さんた、1964年10月31日 - ）は、愛知県出身・在住のアマチュア落語家・落語作家。本名は横井正幸。

## 略歴
愛知県豊田市生まれ。愛知県立豊田西高校、愛知大学法学部卒業。大学時代に、落語研究会に所属、以来、豊橋市の社会人落語家グループ「豊橋落語天狗連」に所属、中心メンバーとして活動。高座名は、ドカベンの微笑三太郎からというのは誤りで、『微笑亭』は愛大落研に現存する亭号で、同時期に入部した女性部員と『サンタ・マリア』のセットで名付けられた。
落語家としてだけでなく、新作落語の台本作家としても実力を認められている。2004年に『六人の会』主催第1回全国落語台本コンクールで最優秀賞をとった後、春風亭小朝に月1本落語台本を送っていたが、後には小朝から注文をもらってオーダーの内容に合わせた噺を10日間で書き上げており、その才能を高く評価された。時事問題や流行を独自の視点でおかしくも鋭く捉えた軽妙なマクラや本ネタ中のくすぐりが人気。
2007年から2014年まで毎年10月に行なわれていた、名古屋市大須演芸場でテレビ愛知主催で行われる『寄席ONEなごや大須亭』には第1部アマチュアの部に毎年出演。恒例の柳家権太楼による講評でも、辛口の師から毎回高い評価を得ていた。
また、中華料理店・東龍門（愛知県豊田市大林町）の店主でもある。調理師免許を持つ。独身。

## 受賞歴[6]
○印は落語実演に対する賞。無印は台本への賞。
- 2004年（平成16年） 『六人の会』主催　第1回全国落語台本コンクール 最優秀賞「身投げ橋」
- 2008年（平成20年） 落語協会主催 落語台本コンクール 佳作
- 2009年（平成21年） 国立演芸場主催 漫才・コント台本コンクール 最優秀賞
- 2009年（平成21年） 池田市主催 社会人落語日本一決定戦 3位○
- 2010年（平成22年） 池田市主催 社会人落語日本一決定戦 奨励賞○
- 2012年（平成24年） 落語協会主催 落語台本コンクール 優秀賞
- 2012年（平成24年） 上方落語協会主催 落語台本コンクール 佳作
- 2013年（平成25年） 池田市主催 社会人落語日本一決定戦 藤本義一奨励賞○
- 2013年（平成25年） 上方落語協会主催 落語台本コンクール 佳作
- 2015年（平成27年） 落語協会主催 落語台本コンクール 最優秀賞
- 2016年（平成28年） 落語協会主催 落語台本コンクール 優秀賞
- 2017年（平成29年） 落語協会主催 落語台本コンクール 最優秀賞
- 2019年（令和元年）  落語協会主催 落語台本コンクール 優秀賞
- 2021年（令和3年）   落語協会主催 落語台本コンクール 佳作
- 2022年（令和4年）　落語協会主催 落語台本コンクール 佳作
- 2023年（令和5年）　上方落語協会主催 落語台本コンクール 優秀賞

## プロ落語家への提供本
- 「こうもり」 - 春風亭小朝、林家たけ平、三笑亭可龍
- 「恋するオ・ト・メ」「短パン刑事」 - 桂かい枝
- 「身投げ橋」-　春風亭昇太、五明楼玉の輔
- 「人面瘡」-　春風亭小朝、桂三木男、鈴々舎風車
- 「茂造の恋」-　春風亭小朝、五明楼玉の輔
- 「お伽村」-　林家木久蔵
- 「豆腐小僧」-　春風亭小朝、林家正蔵
- 「トイレ革命」-　三遊亭亜郎
- 「こくせん」「幸せの指南書」「改訂版・寿限無」 - 林家ひろ木
- 「酒場のうさぎ」-　桂枝三郎
- 「マニュアル世界」（漫才）-　Wモアモア

## テーマ落語
- 2010年、豊橋市社会福祉協議会からの依頼を受け「落語で学ぶ悪質商法」をテーマに自ら創作した『催眠商法にご用心』を口演。NHK名古屋放送局『ほっとイブニング』の特集で紹介される。
- 2011年2月、栃木県高根沢町の防犯協会の招きで『催眠商法にご用心』、振り込め詐欺を扱った『再就職は楽し』を口演。
- 2011年度から豊川市消費生活センター企画の『落語で学ぶ悪質商法出前講座』に出演中。

他にも商工会からの依頼で小学生にわかりやすく税金を説いた『税金家族』や、一般企業の依頼による職場の安全啓発落語など、テーマに沿った落語の創作に意欲的に取り組み、落語作家活動のかたわら、東海地方を中心に年間250回あまりの高座に上がり続けている。

## その他の創作
- 「楽しい動物園」
- 「パートのお仕事」
- 「熟女たちの宴」
- 「団塊居酒屋」

## 著書
- 震災ウラ噺（藤尾潔との共著、アドレナライズ、2018年1月）*kindle版

## 出演
- THE ラブィート演芸「楽市・落語」（FMとよた）＊登龍亭幸福と交代で隔週出演